# ميس برازيلي
ميس برازيلي (الاسم العلمي:Celtis brasiliensis) هو نوع من النباتات يتبع جنس الميس من الفصيلة القنبية.